# Szenegál az 1984. évi nyári olimpiai játékokon
Szenegál az egyesült államokbeli Los Angelesben megrendezett 1984. évi nyári olimpiai játékok egyik részt vevő nemzete volt. Az országot az olimpián 5 sportágban 24 sportoló képviselte, akik érmet nem szereztek.

## Atlétika
Férfi
| Versenyző                                                                 | Versenyszám     | Előfutam | Előfutam | Előfutam | Negyeddöntő | Negyeddöntő | Negyeddöntő | Elődöntő | Elődöntő | Elődöntő | Döntő   | Döntő    |
| Versenyző                                                                 | Versenyszám     | Idő      | Hely.    | Össz.    | Idő         | Hely.       | Össz.       | Idő      | Hely.    | Össz.    | Idő     | Helyezés |
| ------------------------------------------------------------------------- | --------------- | -------- | -------- | -------- | ----------- | ----------- | ----------- | -------- | -------- | -------- | ------- | -------- |
| Charles-Louis Seck                                                        | 100 m           | 10,45    | 3.       | 15.*     | 10,54       | 5.          | 21.*        | kiesett  | kiesett  | kiesett  | kiesett | kiesett  |
| Boubacar Diallo                                                           | 400 m           | 46,73    | 4.       | 34.*     | kiesett     | kiesett     | kiesett     | kiesett  | kiesett  | kiesett  | kiesett | kiesett  |
| Moussa Fall                                                               | 800 m           | 1:47,91  | 2.       | 32.      | 1:45,71     | 4.          | 10.*        | 1:45,03  | 6.       | 6.       | kiesett | kiesett  |
| Babacar Niang                                                             | 800 m           | 1:46,90  | 1.       | 11.      | 1:45,71     | 6.          | 10.*        | kiesett  | kiesett  | kiesett  | kiesett | kiesett  |
| Amadou Dia Bâ                                                             | 400 m gát       | 49,94    | 1.       | 12.      |             |             |             | 49,44    | 3.       | 7.       | 49,28   | 5.       |
| Mamadou Sène Hamidou Diawara Ibrahima Fall Charles-Louis Seck Saliou Seck | 4 × 100 m váltó | 40,15    | 4.       | 10.      |             |             |             | 40,63    | 7.       | 15.      | kiesett | kiesett  |
| Boubacar Diallo Babacar Niang Moussa Fall Amadou Dia Bâ                   | 4 × 400 m váltó | kizárták | kizárták | kizárták |             |             |             | kiesett  | kiesett  | kiesett  | kiesett | kiesett  |

| Versenyző      | Versenyszám | Selejtező | Selejtező | Döntő    | Döntő    |
| Versenyző      | Versenyszám | Eredmény  | Helyezés  | Eredmény | Helyezés |
| -------------- | ----------- | --------- | --------- | -------- | -------- |
| Mamadou Diallo | Hármasugrás | 16,18 m   | 12.       | 15,99 m  | 12.      |

Női
| Versenyző         | Versenyszám | Selejtező | Selejtező | Döntő    | Döntő    |
| Versenyző         | Versenyszám | Eredmény  | Helyezés  | Eredmény | Helyezés |
| ----------------- | ----------- | --------- | --------- | -------- | -------- |
| Constance Senghor | Magasugrás  | 170 cm    | 27.       | kiesett  | kiesett  |

* - egy másik versenyzővel azonos eredményt ért el

## Birkózás
Szabadfogású
| Versenyző        | Versenyszám | Vigaszágas kiesés | Vigaszágas kiesés | 5. helyért                              | Bronz- mérkőzés   | Döntő             | Helyezés    |
| Versenyző        | Versenyszám | Ellenfél Eredmény | Hely.             | Ellenfél Eredmény                       | Ellenfél Eredmény | Ellenfél Eredmény | Helyezés    |
| ---------------- | ----------- | --- | ----------------- | --------------------------------------- | ----------------- | ----------------- | ----------- |
| Talla Diaw       | 52 kg       | B csoport · Takada Júdzsi (JPN) · kétvállas · Mahabir Singh (IND) · kétvállas                                          | 6.                | kiesett                                 | kiesett           | kiesett           | helyezetlen |
| Amadou Katy Diop | 90 kg       | A csoport · Clark Davis (CAN) · kétvállas · Frank Andersson (SWE) · kétvállas                                          | 7.                | kiesett                                 | kiesett           | kiesett           | helyezetlen |
| Ambroise Sarr    | 100 kg      | B csoport · Honda Tamon (JPN) · kétvállas · Lou Banach (USA) · kétvállas                                               | 5.                | kiesett                                 | kiesett           | kiesett           | helyezetlen |
| Mamadou Sakho    | +100 kg     | B csoport · Bob Molle (CAN) · kétvállas · Hassan El-Haddad (EGY) · 5–9 · 3. helyért · Isimori Kóicsi (JPN) · kétvállas | 3.                | Vasile Andrei (ROU) · feladta (sérülés) |                   |                   | 5.          |

## Cselgáncs
| Versenyző       | Versenyszám  | Csoport | Selejtező         | 32-es főtábla                | Nyolcaddöntő                 | Negyeddöntő                 | Elődöntő          | Vigaszág nyolcaddöntő | Vigaszág negyeddöntő     | Vigaszág elődöntő         | Bronz- mérkőzés   | Döntő             | Helyezés |
| Versenyző       | Versenyszám  | Csoport | Ellenfél Eredmény | Ellenfél Eredmény            | Ellenfél Eredmény            | Ellenfél Eredmény           | Ellenfél Eredmény | Ellenfél Eredmény     | Ellenfél Eredmény        | Ellenfél Eredmény         | Ellenfél Eredmény | Ellenfél Eredmény | Helyezés |
| --------------- | ------------ | ------- | ----------------- | ---------------------------- | ---------------------------- | --------------------------- | ----------------- | --------------------- | ------------------------ | ------------------------- | ----------------- | ----------------- | -------- |
| Djibril Sall    | Légsúly      | A       |                   | Peter Jupke (FRG) · V        | kiesett                      | kiesett                     | kiesett           |                       |                          |                           |                   |                   | 18.      |
| Ibrahima Diallo | Könnyűsúly   | B       |                   | Nakanisi Hidetosi (JPN) · V  | kiesett                      | kiesett                     | kiesett           |                       |                          |                           |                   |                   | 19.      |
| Ousseynou Guèye | Váltósúly    | A       | erőnyerő          | Joánnisz Kujálisz (CYP) · GY | Filip Leščak (YUG) · V       | kiesett                     | kiesett           |                       |                          |                           |                   |                   | 14.      |
| Abdul Daffé     | Félnehézsúly | A       |                   | erőnyerő                     | Douglas Vieira (BRA) · V     |                             |                   |                       | Alberto Rubio (ESP) · GY | Juri Fazi (ITA) · V       | kiesett           |                   | 7.       |
| Khalif Diouf    | Nehézsúly    | B       |                   |                              | Desiderio Lebron (DOM) · GY  | Radomir Kovačević (YUG) · V | kiesett           |                       |                          |                           |                   |                   | 9.       |
| Lansana Coly    | Nehézsúly    | B       |                   |                              | Jamasita Jaszuhiro (JPN) · V |                             |                   |                       |                          | Arthur Schnabel (FRG) · V | kiesett           |                   | 7.       |

## Sportlövészet
Férfi
| Versenyző        | Versenyszám          | Pont | Helyezés |
| ---------------- | -------------------- | ---- | -------- |
| Mamadou Sow      | Gyorstüzelő pisztoly | 528  | 52.      |
| Amadou Ciré Baal | Szabadpisztoly       | 499  | 53.      |

## Vitorlázás
Férfi
| Versenyző    | Versenyszám     | Futam | Futam | Futam   | Futam | Futam | Futam | Futam | Pontszám | Helyezés |
| Versenyző    | Versenyszám     | 1     | 2     | 3       | 4     | 5     | 6     | 7     | Pontszám | Helyezés |
| ------------ | --------------- | ----- | ----- | ------- | ----- | ----- | ----- | ----- | -------- | -------- |
| Babacar Wade | Szörfvitorlázás | 36,0  | 40,0  | (45,0*) | 41,0  | 39,0  | 38,0  | 38,0  | 232,0    | 35.      |

* - kizárták